# Moschee baba
Moschee baba ist ein umstrittenes Computerspiel aus dem Jahr 2010, welches im Wahlkampf zur Landtagswahl in der Steiermark 2010 zunächst auf den Websites der Freiheitlichen Partei Österreichs (FPÖ Steiermark) lanciert wurde. Das Computerspiel erregte im Wahlkampf österreichweit starke mediale Aufmerksamkeit und wurde vom österreichischen Bundespräsidenten Heinz Fischer als „Geschmacklosigkeit“ bezeichnet.

## Beschreibung
In dem Webbrowser-Spiel geht es darum, möglichst viele Minarette, Moscheen und Muezzine, die zeitlich aufeinanderfolgend am Bildschirm erscheinen, zu stoppen. Kritiker sprechen von „abschießen“. Das Spiel sei menschenverachtend. Am Ende des Spiels erscheint der Hinweis, die Steiermark sei voller Minarette und Moscheen. Entwickler des Computerspiels ist der deutsche Werber Alexander Segert von der Schweizer Werbeagentur Goal AG, welcher mit umstrittenen Minarett-Plakaten der Schweizerischen Volkspartei (SVP) sowie der originalen Version des Spiels, Minarett-Attack, im Schweizer Minarettstreit mediale Aufmerksamkeit erzeugte.
Am 2. September 2010 wurde nach einer Anzeige wegen „Verhetzung und Herabwürdigung religiöser Lehren“ von der Staatsanwaltschaft Steiermark im Nationalrat die Aufhebung der Immunität des steirischen FPÖ-Obmannes Gerhard Kurzmann beantragt und das Spiel von der Website der FPÖ Steiermark aufgrund einer einstweiligen Verfügung entfernt. In der Folge wurde das Computerspiel auf die als neonazistisch eingestufte, auf US-amerikanischen Servern betriebene Website Alpen-Donau.info und andere Webserver übertragen, woraufhin die FPÖ Steiermark eine Klage wegen Verletzung des Urheberrechtes einbrachte.
Am 14. Oktober 2011 wurden Gerhard Kurzmann und Alexander Segert vom Grazer Straflandesgericht vom Vorwurf der Verhetzung freigesprochen.